# Charadrius
Charadrius es un género de aves caradriformes de la familia Charadriidae que engloba unas treinta especies comúnmente conocidas como chorlos y chorlitejos, y/o frailecillos en Hispanoamérica.
Constituyen un grupo extensamente distribuido de aves zancudas. Estos chorlitos se encuentran en todo el mundo. Se alimentan principalmente de insectos, gusanos y otros invertebrados, dependiendo del hábitat.

## Especies
Se conocen treinta especies de Charadrius:
- Charadrius obscurus
- Charadrius hiaticula - chorlitejo grande
- Charadrius semipalmatus - chorlo semipalmado
- Charadrius placidus
- Charadrius dubius - chorlitejo chico
- Charadrius wilsonia - chorlitejo piquigrueso, chorlitejo picudo, títere playero
- Charadrius vociferus - chorlitejo colirrojo
- Charadrius melodus - chorlitejo silvador, frailecillo silvador
- Charadrius thoracicus
- Charadrius pecuarius
- Charadrius sanctaehelenae
- Charadrius tricollaris
- Charadrius forbesi
- Charadrius alexandrinus - chorlitejo patinegro (ES), frailecillo blanco (AL)
- Charadrius javanicus
- Charadrius marginatus
- Charadrius ruficapillus
- Charadrius peronii
- Charadrius pallidus
- Charadrius collaris
- Charadrius alticola
- Charadrius bicinctus - chorlitejo de dos bandas
- Charadrius falklandicus
- Charadrius mongolus
- Charadrius leschenaultii
- Charadrius asiaticus
- Charadrius veredus
- Charadrius morinellus
- Charadrius modestus
- Charadrius montanus
- Charadrius nivosus - chorlitejo blanco